# 702 a.C.

## Mortes
- Morre Xabaca 3º Faraó da XXV dinastia do Antigo Egito de origem núbia e 4º Rei da Dinastia Napata do Reino de Cuxe. [1]